# Øster Jølby

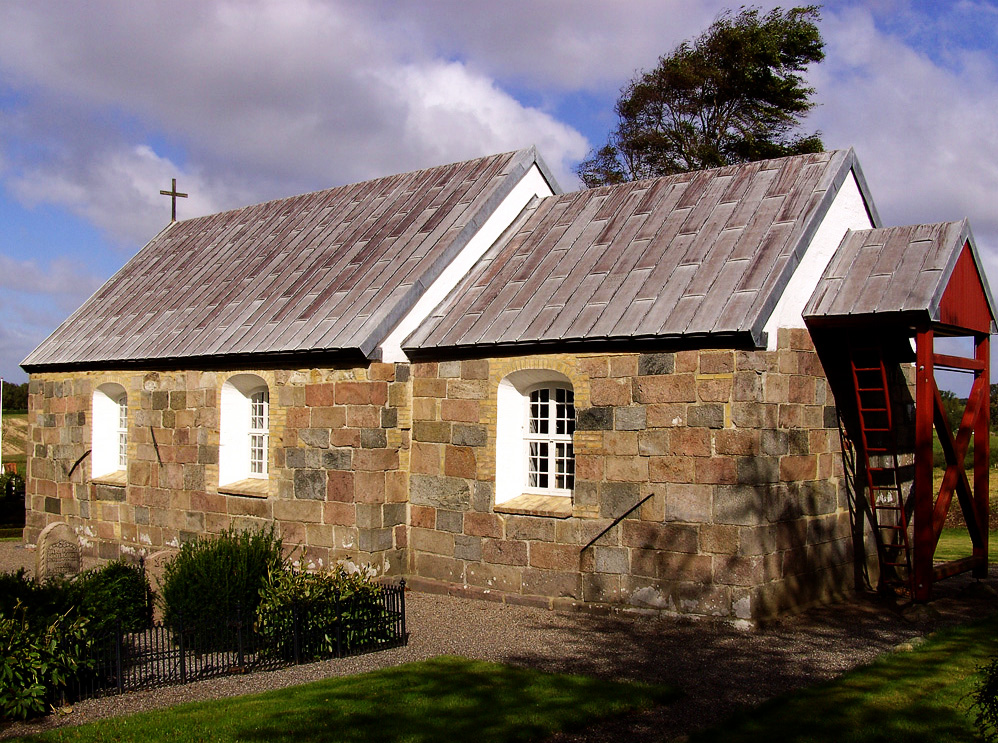
Øster Jølby Kirche, südöstlich des Ortes

Øster Jølby ist ein Dorf auf der Insel Mors im Nordwesten Dänemarks. Es ist der Kommune Morsø zugeordnet und gehört postalisch zu Erslev.

## Lage
Øster Jølby liegt zentral auf der Insel Mors im nördlichen Jütland.

## Verkehr
Die Primærrute 26 verläuft direkt südlich und westlich des Ortes. Die Anschlussstelle für Øster Jølby liegt südlich der Ortschaft.

## Persönlichkeiten
- Frode Jakobsen (1906–1997), Politiker und Minister in der ersten dänischen Regierung nach dem Zweiten Weltkrieg